# Vicenta Fernández-Montesinos
Vicenta Fernández-Montesinos García (Granada, 9 de diciembre de 1930- Aravaca, Madrid, 12 de septiembre de 2023) escritora española. Conocida popularmente como Tica Fernández-Montesinos, nombre con el que firmaba sus libros.

## Biografía
Hija primogénita de Concepción García Lorca, hermana del poeta Federico García Lorca, y de Manuel Fernández Montesinos, alcalde de Granada en 1936. Vivió sus primeros años en la Huerta de San Vicente, en Granada, la casa de verano de la familia Lorca, hoy reconvertida en casa-museo. Su vida cambió dramáticamente cuando a la edad de seis años, en agosto de 1936, su padre fue asesinado por el ejército franquista y tres días después su tío, Federico García Lorca.
En el verano de 1940 el resto de la familia pudo embarcar en el "Marqués de Comillas" para poner rumbo al exilio neoyorquino, exilio que duraría casi diez años años, regresando a Madrid en los años cincuenta donde se instaló definitivamente.

## Obra
Tica Fernández-Montesinos escribió dos libros de memorias, Notas deshilvanadas de una niña que perdió la guerra (2007) publicado por la Editorial Comares. Es el relato de su infancia antes del inicio de la Guerra Civil en la Huerta de San Vicente.
En 2018 publicó El sonido del agua en las acequias, de Ediciones Dauro, en el que narra las vivencias de su exilio en Estados Unidos. 